# Callisia navicularis
Callisia navicularis là một loài thực vật có hoa trong họ Commelinaceae. Loài này được (Ortgies) D.R.Hunt mô tả khoa học đầu tiên năm 1983.